# Anguilla luzonensis
Anguilla luzonensis o Anguilla huangi és una espècie de peix pertanyent a la família dels anguíl·lids.
Pot arribar a fer 52,8 cm de llargària màxima. És un peix d'aigua dolça, salabrosa i marina; demersal; catàdrom i de clima tropical. Es troba a les illes Filipines: riu Pinacanauan (Luzon). És inofensiu per als humans.